# Hawker P.1127
Hawker P.1127 i Hawker Siddeley Kestrel FGA.1 – eksperymentalne i rozwojowe samoloty, które dały początek serii samolotów Hawker Siddeley Harrier, pierwszych produkowanych seryjnie odrzutowych samolotów bliskiego wsparcia powietrznego pionowego/krótkiego startu i lądowania. P.1127 powstawał od 1957 roku na bazie nowego silnika Bristol Pegasus z ciągiem wektorowanym. W ciągu kolejnych sześciu lat testowano różne rodzaje startów i lądowań, także na lotniskowcach. Trzy pierwsze prototypy rozbiły się podczas testów, jeden podczas Międzynarodowego Salonu Lotniczego w Paryżu w 1963 roku.
Samolot przechodził wiele modyfikacji – zmieniano projekty m.in. skrzydeł, części ogonowej oraz stosowano mocniejsze silniki. Poprawiony P.1127, znany jako Kestrel testowany był przez Tripartite Evaluation Squadron (Trójstronną Eskadrę Sprawdzającą) – zespół pilotów wojskowych z Wielkiej Brytanii, Stanów Zjednoczonych i RFN. Później loty prowadziły także US Army, USAF i NASA.
Prace nad pokrewnym, naddźwiękowym samolotem Hawker Siddeley P.1154 zarzucono w 1965 roku. W rezultacie P.1127 (RAF), wariant zbliżony do Kestrela, w 1967 został skierowany do produkcji masowej pod nazwą Harrier. Harriery z powodzeniem służyły w lotnictwie wielu krajów, m.in. Wielkiej Brytanii, Stanów Zjednoczonych, Hiszpanii i Indii, często stacjonując na lotniskowcach.

## Projekt i rozwój

### Geneza
Pierwsze próby stworzenia samolotów VTOL pojawiły się w jeszcze w czasie drugiej wojny światowej, czego owocem był niemiecki rakietoplan Bachem Ba 349. Projektom daleko było jednak do doskonałości. W latach 50., zaostrzająca się zimna wojna dała impuls do projektowania innych samolotów pionowego startu, jak np. śmigłowe Lockheed XFV i Convair XFY-1 czy odrzutowy Ryan X-13 Vertijet. Żaden z nich nie nadawał się jednak do wykorzystania bojowego, przez co projekty zostały anulowane.

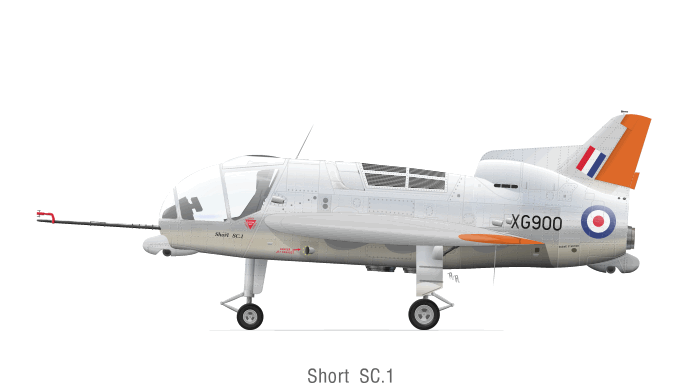
Samolot doświadczalny Short S.C.1

Również brytyjski Rolls-Royce zaczął badania nad technologią VTOL. W 1953 roku powstała Rolls-Royce Thrust Measuring Rig – latająca platforma testująca zachowanie się płatowców w płaszczyźnie pionowej. Koncepcją głównego inżyniera brytyjskiego producenta silników – Alana Arnolda Griffitha było zastosowanie większej liczby silników o mniejszej mocy. Brytyjskie Ministerstwo Zaopatrzenia zaakceptowało wizję Griffitha i rozpisało konkurs na projekt samolotu VTOL, do którego zgłosiły się dwie firmy – Avro i Short Brothers. Zakłady z Manchesteru zaproponowały przebudowę modelu 707 pod użycie sześciu ruchomych silników Rolls-Royce'a. Short natomiast chciał stworzyć nowy samolot, używający pięciu zamontowanych na stałe silników: czterech do pionowego startu i lądowania, piątego jako napęd w locie poziomym. Tak powstał samolot doświadczalny Short S.C.1. Konstrukcja była dość prosta – cztery silniki pod kadłubem generowały ciąg prostopadle do podłoża, co powodowało unoszenie się maszyny nad ziemią. Manewrowanie możliwe było dzięki ruchomym dyszom zamontowanym w nosie, ogonie i skrzydłach płatowca. W drugiej połowie 1958 roku Short S.C.1 wykonał swój pierwszy lot. Samolot miał też wadę – w razie awarii jednego z silników nośnych tracił stabilność. Do takiego wypadku doszło w 1963 roku podczas testów. Pilot nie przeżył katastrofy.
Z podobnych pobudek co Brytyjczycy, samolotami pionowego startu i lądowania zainteresowali się Francuzi. Na bazie silnika SNECMA Atar zbudowali samolot VTOL ze skrzydłem pierścieniowym – Coléoptère. „Chrząszcz” był jednak trudny w opanowaniu i projekt został zarzucony. Konstruktor Michel Wibault, wyciągając wnioski z nieudanych prób amerykańskiego X-13, stworzył własny projekt jednomiejscowego, jednosilnikowego myśliwca. Osiągnięcie własności VTOL miało być możliwe dzięki zastosowaniu czterech sprężarek odśrodkowych, generujących ciąg sterowany obrotowymi dyszami na spodzie kadłuba. Całość zasilana była silnikiem Orion – najmocniejszą znaną wówczas jednostką turbośmigłową. Wibault nazwał swoje dzieło Gyroptère i próbował pozyskać pieniądze na prace nad napędem. Rządy Francji i Stanów Zjednoczonych nie były zainteresowane pomysłem, w przeciwieństwie do NATO. W 1956 roku projekt trafił do Bristol Engine Company (BEC), które pracowało nad silnikiem Orpheus – napędem dla projektowanego myśliwsko-szturmowego Fiata G.91. Szef Biura Projektowego Gordon Lewis zauważył słabe punkty projektu Francuza, widział też w nim jednak spory potencjał. Gotowy w sierpniu 1956 roku projekt otrzymał oznaczenie fabryczne BE.48. Model został jednak szybko zastąpiony przez BE.52, w którym wymieniono nieefektywne sprężarki na wentylatory promieniowe i zastosowano osprzęt i przekładnie z silnika Orpheus. Wspólna konstrukcja Wibaulta i Lewisa została opatentowana w styczniu 1957 roku jako BE.53. Bristolska wytwórnia rozpoczęła starania o pozyskanie finansów na rozwój nowego silnika. Ostatecznie, w połowie 1958 roku, 75% inwestycji pokryło NATO, resztę dołożyło BEC. W międzyczasie rozesłałno projekt do wytwórni lotniczych, mając nadzieję na szybką sprzedaż rewolucyjnego silnika.
Pierwszym odbiorcą BE.53 były irlandzkie zakłady Short Brothers, które miały już doświadczenie z technologią VTOL. Zaczęli oni projektowanie nowego samolotu, którego bazą miała być nowa jednostka Bristol Engine Company. Jednocześnie, za pomocą przerobionego pod BE.53 samolotu Short S.C.1, promowali używanie silników z Bristolu. Promocja okazała się na tyle skuteczna, że projektem zainteresował się potentat brytyjskiego przemysłu lotniczego – Hawker Aviation, który od lat 20. dostarczał Royal Air Force takie maszyny jak Hurricane, Sea Fury czy Hunter. Mimo fiaska budowy wszechstronnego, naddźwiękowego myśliwca przechwytującego Hawker P.1103 na zlecenie RAF, konstruktorzy z Surrey przekształcili myśliwiec w jednomiejscowy samolot szturmowy, który oznaczyli P.1121. W kwietniu 1957 roku brytyjskie Ministerstwo Obrony wydało Defence White Paper, która nakazywała wycofanie ze służby samolotów załogowych i zastąpienie ich kierowanymi pociskami rakietowymi. Dokument ten przyczynił się do anulowania wielu projektów, w tym P.1121.

### Wczesny projekt

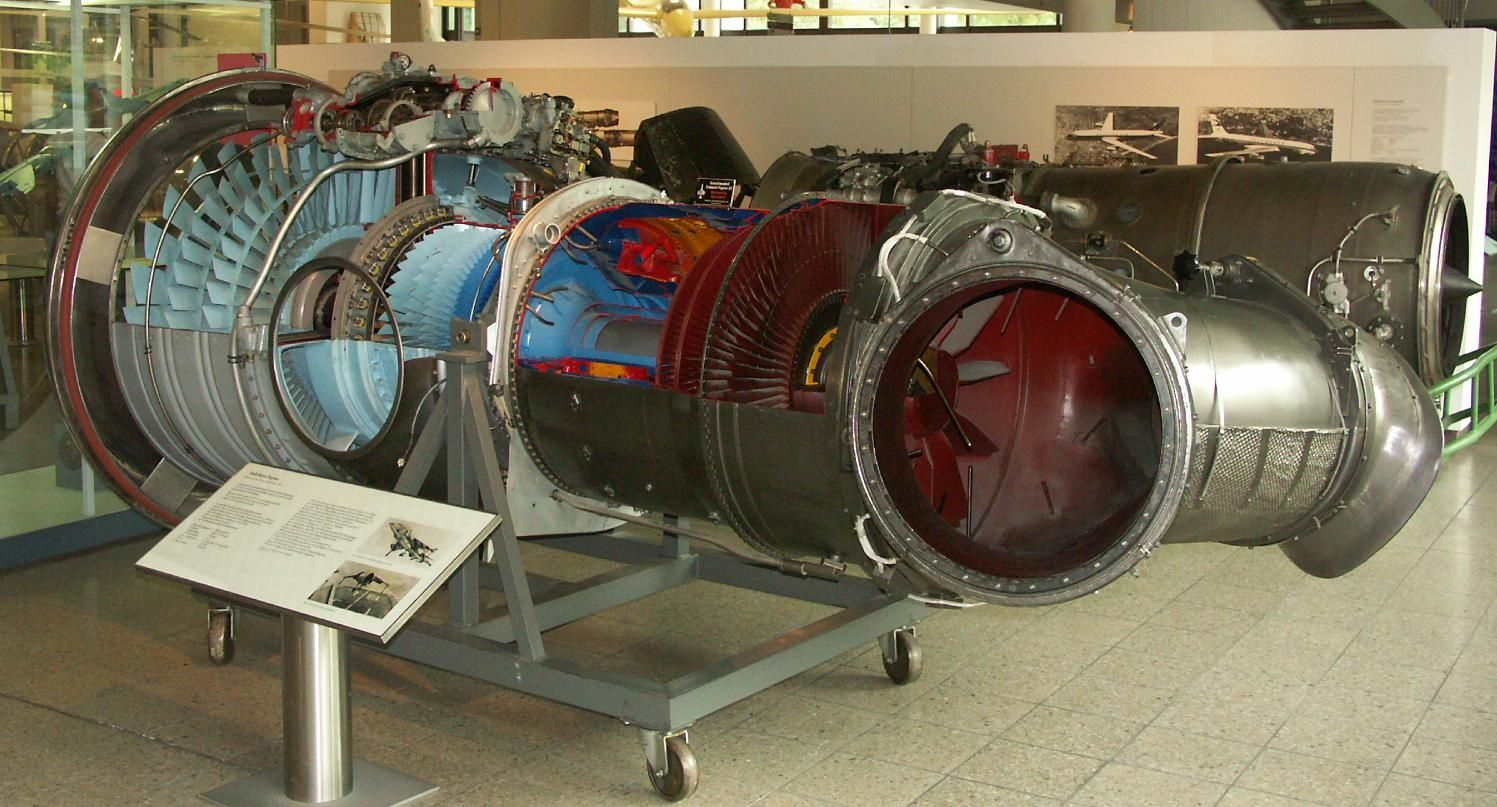
Przekrój przez turbowentylatorowy silnik BE.53 Pegasus

Firmie groził upadek, jednak Hawker nadal zamierzał pracować nad konstrukcjami, które mogłyby być używane przez armie innych państw. W tym samym czasie do głównego projektanta wytwórni – Sir Sydneya Camma trafiła broszura z projektem silnika z Bristolu. Camm zainteresował się pracą BEC i poprosił o więcej szczegółów konstrukcji silnika. Na początku czerwca 1957 folder dotarł do Ralpha Hoopera, który szybko opracował schemat samolotu na bazie BE.53. Był to trzymiejscowy samolot rozpoznawczy/łącznikowy z opuszczonym maksymalnie tyłem oraz wysoko umieszczoną kabiną załogi. Wbudowane wentylatory miały tłoczyć powietrze do obracanych dysz znajdujących się na skrzydłach i spodzie kadłuba. Projekt taki dawał szansę na pionowy start. Samolot Hoopera nazwano High Speed Helicopter i oznaczono P.1127. Hawker szybko naniósł poprawki: w celu redukcji masy zmniejszono załogę do dwóch osób, pojedynczy podkadłubowy wlot powietrza zamieniono na dwa – po jednym z każdej strony kadłuba oraz zmodyfikowano nieco system powietrzny. Mimo tego uzyskano jedynie około 50% wymaganego do oderwania się od ziemi ciągu. Hooper zauważył, że dodając do istniejącego układu powietrznego gorące gazy z silnika, można było uzyskać wystarczającą siłę nośną do pionowego startu. Bristol wstępnie zaakceptował projekt i Hooper zaczął poprawiać istniejące plany P.1127. Nowa wizja obejmowała samolot szturmowy o maksymalnej masie startowej dla VTO wynoszącej 3555 kg i 4760 kg dla STO. We wrześniu 1957 projekt był gotowy i został przedstawiony Col. Willisowi Chapmanowi z Mutual Weapons Development Programme (Program Wspólnego Rozwoju Broni NATO). Ogólna koncepcja została przyjęta, jednak udźwig uznano za zbyt niski. Hawker i BEC rozwiązali problem stosując wtrysk wody do silnika, co zwiększyło ciąg o 8,9 kN. W celu zmniejszenia efektu żyroskopowego i kłopotów ze stabilnością w locie pionowym zastosowano wentylatory o przeciwbieżnych obrotach. Oznaczało to konieczność zaprojektowania przez BEC nowych części, co generowało dodatkowe koszty. Poza P.1127, Hawker pracował nad innymi maszynami, mogącymi powtórzyć sukces marketingowy Huntera. Na zlecenie RAF przygotowano następcę bombowca English Electric Canberra – projekt P.1129, jednak został on odrzucony. Kolejne niepowodzenie przyczyniło się do przeniesienia większych sił projektowych na projekt P.1127. W marcu 1958 ukończono kolejne poprawki do projektu, który otrzymał zmienione dysze do sterowania ciągiem, ulepszony silnik BE.53/2 (z rdzeniem z Orpheusa 3), lepiej współpracujący z nowymi wentylatorami. Zwiększona wydajność silnika i zastosowanie lżejszych komponentów dawały wyższy udźwig oraz mniejszy opór aerodynamiczny. Wyprofilowane skrzydła delta o zwiększonym ujemnym wzniosie otrzymały na końcówkach niewielkie kółka podporowe.

### P.1127

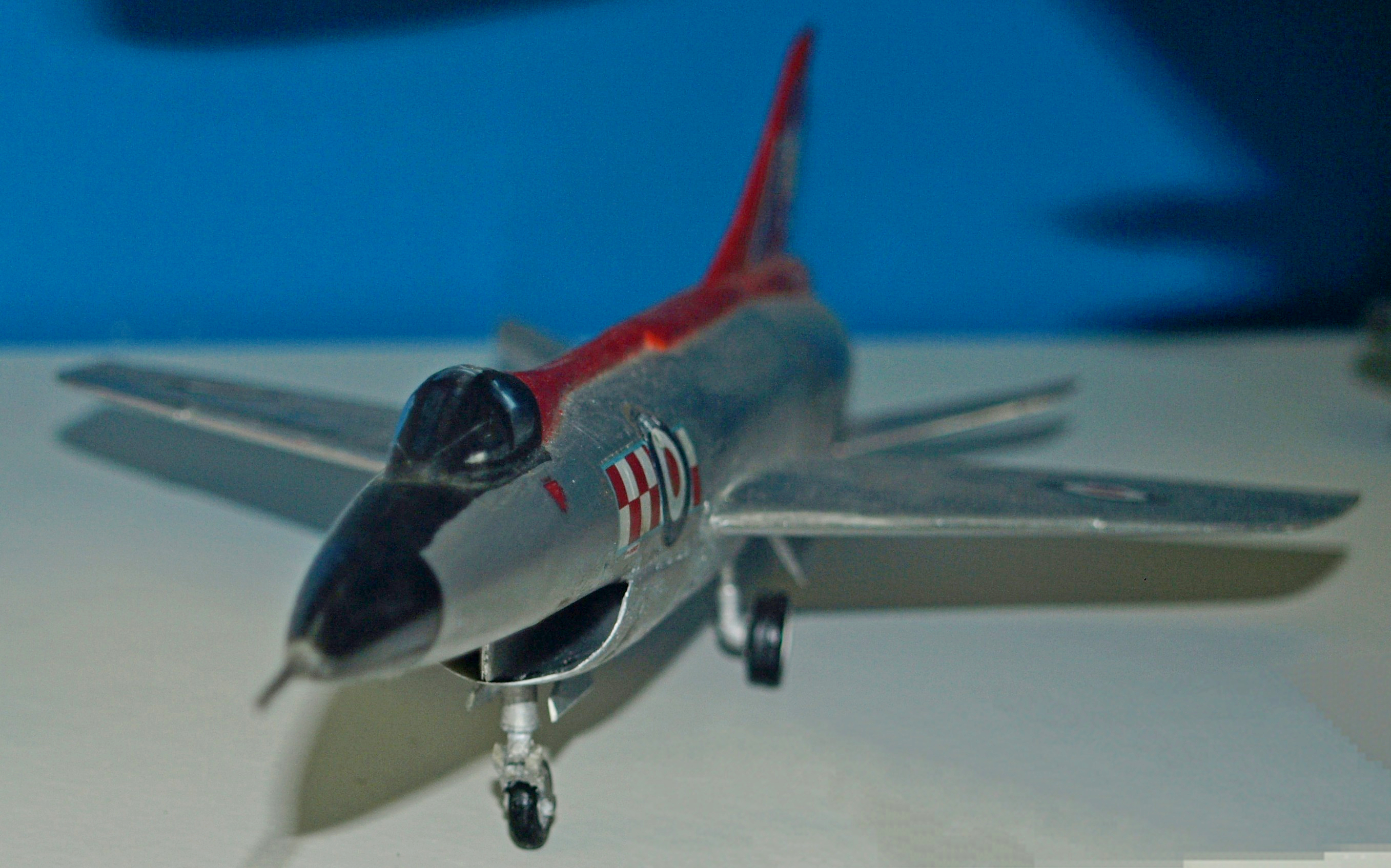
Model prototypowego P.1121

Nowa wersja P.1127 spotkała się z bardzo dużym zainteresowaniem ze strony Mutual Weapons Development Programme – prace nad finansowanym przez NATO silnikiem BE.53 były bardzo zaawansowane, a większa liczba projektantów Hawkera dawała nadzieje na szybkie poprawki i rychłe wprowadzenie P.1127 do testów. Wiele wysiłku włożono w przekonstruowanie podwozia-podpórek na końcówkach skrzydeł, które szczególnie nie podobały się Cammowi. W maju 1958 zakłady z Surrey rozpoczęły budowę własnego tunelu aerodynamicznego pozwalającego na testy modeli statycznych. Początkowo używano tunelu Kingston College, a od czerwca, po zwolnieniu miejsc, obiektu użyczył Royal Aircraft Establishment. RAE uważnie przyglądał się projektowi, mogącemu zastąpić Huntera FGA.9, nie zdradzając jednak swoich planów Hawkerowi. Po zakończeniu podstawowych prac nad P.1121 i mając zapewnione finansowanie silnika, w sierpniu 1958 roku podlondyńskie zakłady lotnicze zajęły się skrzydłami P.1127.
Z rozpoczęciem roku 1959, ogłoszono zwycięstwo English Electric i Vickersa na budowę naddźwiękowego samolotu bombowego/rozpoznawczego TSR-2, wskutek czego Hawker ograniczył prace nad P.1121. Wytwórnia próbowała jeszcze zdobyć kontrakt na wsparcie programu, lecz propozycja została odrzucona i projekt P.1121 został ostatecznie zakończony. Jedyne nadzieje w dalszym istnieniu firmy pokładano w P.1127. Po rozstrzygnięciu konkursu na TSR-2, RAE opublikowało wymagania na samolot myśliwski o cechach V/STOL – następcę Hawker Huntera. Hawker przedstawił projekt P.1127, szacując, że gotowy samolot może wejść do służby w 1965 roku. Ministerstwo Zaopatrzenia złożyło zamówienie na dwa prototypy. W marcu przedstawiono Ministerstwu wstępną, a miesiąc później, ostateczną koncepcję nowego myśliwca V/STOL z poprawionym układem powietrznym. Zmiana projektu wymusiła na Bristolskiej fabryce przeprojektowanie silnika, który otrzymał rdzeń z jednostki Orpheus 6 i oznaczenie BE.53/3.
W maju 1959, brytyjski rząd wysłał Hawkerowi rozporządzenie ER 204D, w którym zawarł szczegółowe wytyczne dotyczące P.1127. Oznaczało to, że projekt mógł być zakupiony zarówno przez Royal Air Force (jako następca Huntera), jak i NATO (sukcesor Fiata G.91). W ciągu roku planowano wprowadzić dodatkowe oprzyrządowanie: radar, nawigację oraz rozbudowaną, bojową awionikę, a także dostosować samolot do ewentualnej prędkości naddźwiękowej. W lipcu 1959, na rok przed planowanym oblotem pierwszego prototypu, zakłady z Surrey rozpoczęły intensywne prace nad P.1127. W tym samym czasie pierwszy ukończony silnik BE.53/2, już pod nową nazwą Pegasus 1 , przeszedł pomyślne testy. W październiku, nowo utworzone Ministerstwo Lotnictwa (Ministry of Aviation, MoA) przeznaczyło 75 000 £ na rozwój prototypu. Hawker w tym czasie przygotowywał program testowy dla nowego płatowca. W tym celu szef biura projektowego – Bob Marsh wraz z Ralphem Hooperem wybrali się do Langley Research Center w Hampton (Wirginia), gdzie mieli okazję przyjrzeć się i przetestować Bella X-14 – niewielki samolot VTOL napędzany dwoma silnikami Armstrong Siddeley Viper. Projektanci Hawkera spotkali tam Johna Stacka, który był zagorzałym zwolennikiem P.1127. Planował on budowę modelu i udowodnienie płynnego przejścia z pionowego startu do konwencjonalnego lotu. We wrześniu 1959 rozpoczęto pracę, a w styczniu 1960 model odbył pierwsze udane próby VTOL. Sukces bardzo ucieszył Brytyjczyków. W marcu 1960, piloci testowi Hawkera – Bill Bedford i Hugh Merewether polecieli do NASA Ames, gdzie oblatali X-14. Po powrocie do kraju, odbyli jeszcze szkolenia na S.C.1, zdobywając cenne doświadczenie.

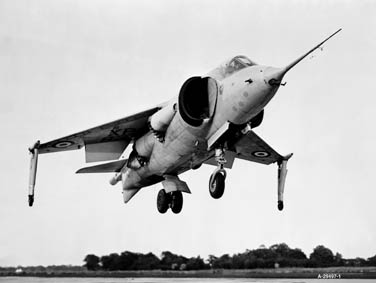
Pierwszy prototyp P.1127 XP831 unoszący się nad lotniskiem

W tym czasie montaż pierwszych dwóch prototypów był już bardzo zaawansowany. 15 lipca 1960 roku pierwszy prototyp, oznaczony jako XP831 opuścił fabrykę i został przetransportowany na zakładowe lotnisko w Dunsfold, gdzie odbyły się pierwsze próby statyczne. We wrześniu do samolotu trafił najnowszy silnik Pegasus 2 (BE.53/3), dzięki któremu wszystkie wymagania MoA zostały spełnione i samolot był gotów do swojego pierwszego lotu. Specjalnie dla programu testowego P.1127 zmodernizowano lotnisko w Dunsfold. Wybudowano dwa dodatkowe obiekty: specjalną hamownię używaną do testów silnika oraz miejsce do testowania techniki VTOL z wyciągami usuwającymi gorące powietrze, mogące wpłynąć niekorzystnie na stabilność samolotu. Pierwsze testy wykonywano bez zbędnego oprzyrządowania i minimalną ilością paliwa. Przygotowania trwały do 21 października 1960 roku, kiedy to Bill Bedford po raz pierwszy oderwał P.1127 od ziemi. Początkowo testy odbywały się na uwięzi, jednak krótkie liny powodowały niestabilność prototypu, po osiągnięciu maksymalnej ich długości. Po upewnieniu się, że swobodny lot będzie bezpieczny, 19 listopada Bedford wykonał pierwszy wolny pionowy start. Tego samego dnia, opublikowano pierwsze oficjalne zdjęcia P.1127.
Po udanej serii badań VTOL, prototyp przygotowano do konwencjonalnych startów – zamontowano, zdjęte do prób startów pionowych, radio, drzwi podwozia oraz inne, niezbędne do lotu konwencjonalnego, podzespoły. Wymieniono także grube, dzwonowe wloty powietrza zastępując je cieńszymi, prostymi. Próby kołowania ujawniły poważne usterki podwozia, głównie przedniego zestawu kołowego: goleń tarła o oś podwozia, co powodowało problemy ze sterowaniem i mogło doprowadzić do złamania podwozia. Hawker wprowadził niezbędne poprawki i 13 marca 1961 samolot odbył pierwszy konwencjonalny start z bazy RAE Bedford. Loty wykazały problemy ze stabilnością z wysuniętym podwoziem lub wysuniętymi klapami, konstrukcja skrzydeł powodowała, że maszyna łatwo ulegała przeciągnięciom, a silnik miał tendencję do niespodziewanego gaśnięcia. Usterki, znane z innych podobnych konstrukcji, nie przeszkodziły jednak w przejściu do kolejnej fazy prób – przejścia z pionowego startu do klasycznego lotu.
Na trzecią fazę testów zdołano dostarczyć drugi prototyp (XP836), który odbył swój dziewiczy lot 7 lipca 1961 roku. Używano go do osiągnięcia jak najwyższej prędkości – na pułapie 40 000 stóp (12 200 metrów) uzyskano 1,02 Ma. Przeprowadzano również testy stabilności przy IAS równej 95 kt (176 km/h). W tym samym czasie XP831 z nowym silnikiem generującym 53,4 kN ciągu, kontynuował program pionowych startów i lądowań. Udało się też osiągnąć prędkość w locie pionowym na poziomie 95 węzłów, co domknęło różnicę między prędkościami VTO i lotu konwencjonalnego. Pierwsze udane manewry wykonano 12 września 1961 roku, co zdaniem pilotów było wyjątkowo proste.
Ostatnim etapem testów było wykonywanie krótkich startów, co było ważne przy obciążeniu maszyny uniemożliwiającym pionowy start. Pierwsze testy STOL przeprowadzono 28 października 1961 na lotnisku w Dunsfold. Etap ten zakończył się pełnym sukcesem – maszyna bez problemów kontynuowała lot po starcie z kilkusetmetrowego pasa. Po około roku od pierwszego lotu, wykonano cały program testowy. Mimo kilku niedociągnięć, P.1127 wykonał wszystkie zadania, do których został zaprojektowany.
Projektanci Hawkera świadomi byli, że P.1127 może odnieść sukces, musieli jednak uporać się z wszystkimi usterkami pierwszych prototypów. Ministerstwo Lotnictwa również zadowolone było z pierwszych testów i zamówiło kolejne cztery maszyny, nazywając je "wersjami rozwojowymi". W prototypach XP831 i XP836 dokonano wielu, czasami zbędnych poprawek. Skutkiem jednej z nich był wypadek XP836 na skutek oderwania się dyszy znajdującej się w przedniej części kadłuba. Pilot Bill Bedford zdołał się katapultować. Dochodzenie ujawniło nietrwałość dysz wykonanych z włókna szklanego, które po wypadku zostały wymienione na stalowe odpowiedniki. 8 lutego 1963 roku Bedford na XP831 wykonał także pierwszy pionowy start i lądowanie na lotniskowcu HMS "Ark Royal". Pierwszy samolot serii "rozwojowej", oznaczony jako XP972 został oblatany 5 kwietnia 1962. 30 października doszło do awarii silnika w locie, co zmusiło Hugh Merewethera do awaryjnego lądowania w bazie RAF Tangmere. Samolot został uszkodzony na tyle poważnie, że został wkrótce później zezłomowany. Następne dwa prototypy XP976 i XP980 po raz pierwszy wzbiły się w powietrze odpowiednio 12 lipca 1962 i 24 lutego 1963 roku. Zastosowano w nich poprawione skrzydła i większe stateczniki poziome o ujemnym wzniosie, poprawiające stabilność samolotu. W tym samym czasie wprowadzono nowe silniki Pegasus 3 oraz gumowe nakładki na wloty powietrza, które zwiększały wydajność silnika. Ze względu na zrywanie się ich podczas dużych prędkości, w ostatnim prototypie (XP984) zastąpiono je nakładkami metalowymi. Szósty P.1127, oblatany 13 lutego 1964 roku, wyposażono w skrzydła skośne, poprawiony kadłub i silnik Pegasus 5 generujący 66,7–69 kN ciągu. XP984 został próbą kontrolną i punktem odniesienia dla serii dziewięciu nowych samolotów – Kestreli.

### Kestrel

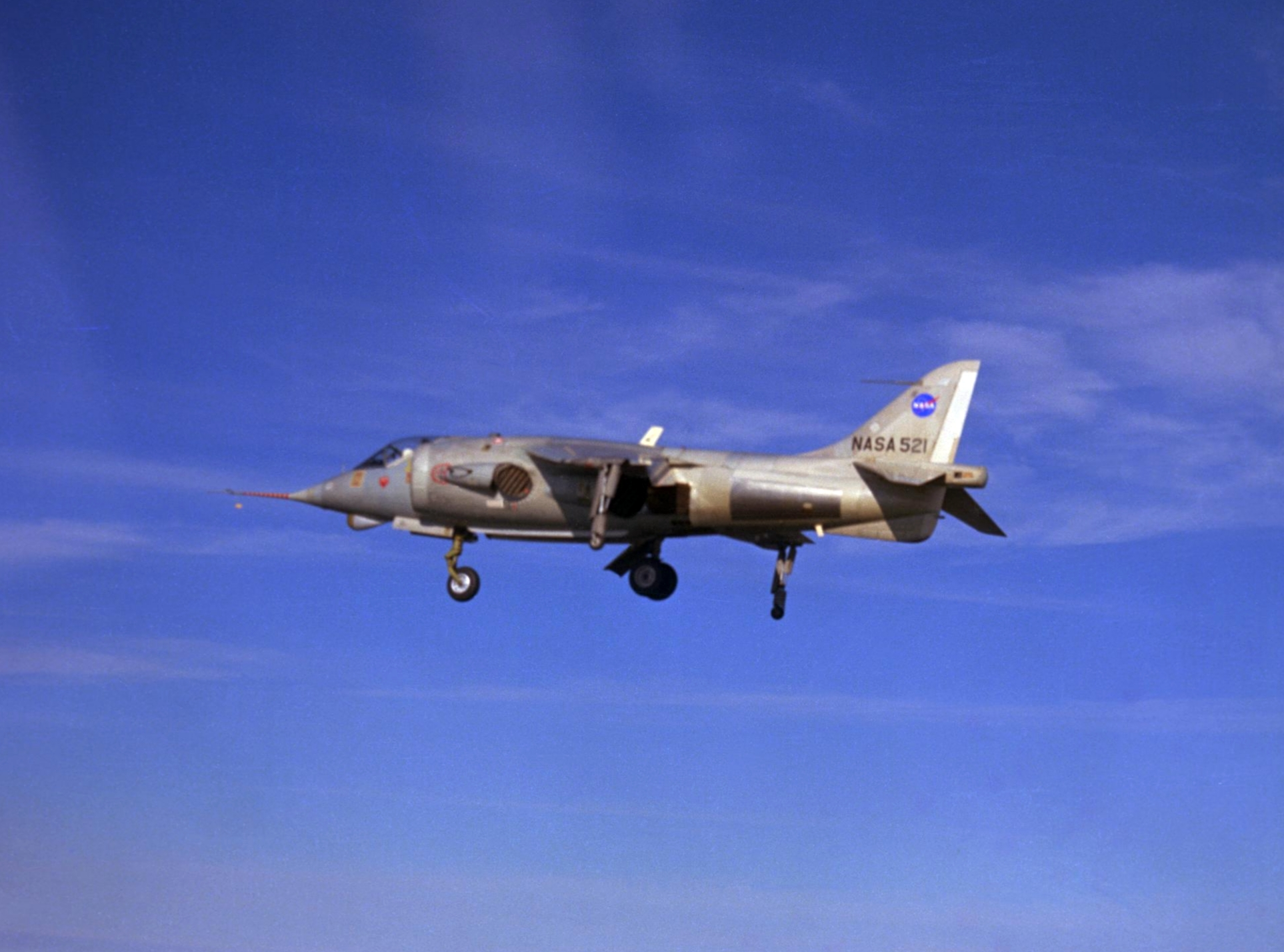
Drugi prototyp Kestrela (XS689/XV-6A 64-18263/NASA 521) podczas testów NASA w 1968 roku

W czasie, kiedy Ministerstwo Lotnictwa zamawiało rozwojowe P.1127, Royal Air Force nadal poszukiwało samolotu szturmowego V/STOL. Projektanci Hawkera pracowali nad dostosowaniem P.1127 do wymagań RAF, mając nadzieję, że ich samolot stanie się jedynym następcą Huntera. Zaawansowane prace nad maszyną dawały nadzieje na wprowadzenie P.1127 do służby do 1965 roku. Przygotowany przez specjalistów Hawkera samolot z projektowanym silnikiem o ciągu 80 kN, mógł spełnić oczekiwania Królewskich Sił Powietrznych. Bristol Siddeley zaoferował przejściowy model Pegasusa 5 z nowym wentylatorem i pierścieniową komorą spalania. Zanim projekt trafił do akceptacji MoA, RAF zmienił wymagania dotyczące prędkości maksymalnej na poziomie 0,95–1,2 Ma. P.1127, nawet z lepszym silnikiem, nie mógł sprostać tym żądaniom, przez co znacznie spadło zainteresowanie projektem Hawkera.
Mimo niespełnienia wymagań RAF, brytyjskie Ministerstwo Lotnictwa forsowało kontynuowanie prac nad P.1127 – nawet jeśli brytyjskie lotnictwo odrzuci samolot, projekt może zostać sprzedany członkom NATO. Naczelne Dowództwo Połączonych Sił Zbrojnych NATO w Europie również ogłosiło konkurs na samolot z cechami V/STOL, ale i tu wyposażenie i promień działania P.1127 nie pokrywały się z minimalnymi oczekiwaniami NATO. W tym samym czasie, rozporządzeniem VAK 191, zainteresowanie Hawkerem wyraziła Republika Federalna Niemiec, chcąc zastąpić samoloty Fiat G.91 i Lockheed F-104 Starfighter. Na początku 1961 MoA zaproponowało Niemcom współpracę przy badaniu i rozwoju maszyn V/STOL, jednocześnie prezentując szkice P.1127. Poza P.1127 oznaczonego jako VAK 191A, wybrano także Focke-Wulfa FW 1262 (VAK 191B), EWR 340 (VAK 191C) i Fiata G.95/4 (VAK 191D). Poza P.1127 Hawker przygotował także trzy nowe projekty, które mogły zainteresować Luftwaffe – P.1159, P.1162 i P.1163. W celu zachęcenia Niemców do kupna P.1127, Ministerstwo Lotnictwa zadeklarowało, że RAF nabędzie 30 samolotów Hawkera, na co Królewskie Siły Powietrzne niechętnie się zgodziły.
Poza Europą, projektem Hawkera zainteresowane były też Stany Zjednoczone, a szczególnie United States Army, która chciała finansować i rozwijać P.1127. Na przełomie 1961 i 1962 roku Amerykanie i Brytyjczycy rozmawiali na temat ewentualnej współpracy. W tym samym czasie Lockheed i Ryan pracowali nad własnymi konstrukcjami szturmowców V/STOL – XV-4 i XV-5. Przewagą P.1127 były jednak zaawansowane prace i udanie oblatane prototypy. Jednym z kryteriów wyboru propozycji Hawkera przez US Army była możliwość produkcji samolotu w Stanach. Brytyjczycy przyjęli warunki US Army, podpisując w styczniu 1963 roku, z Northropem umowę o współpracy przy rozwoju P.1127. W lipcu zespół specjalistów Northropa przybył do Kingston by zapoznać się ze szczegółami konstrukcji. Widząc zainteresowanie USA, w maju 1962 roku Niemcy zorganizowały spotkanie USA, Wielkiej Brytanii i RFN, chcąc porozmawiać na temat wspólnego projektu i rozwoju P.1127. Niemcy chcieli uczestniczyć tylko w ocenie technicznej, widząc w FW 1262 najlepszego kandydata do sprostania wymogom VAK 191. Sugerowali, że projekt Hawkera, nawet z ulepszonym silnikiem Pegasus 5-6A, nie będzie dorównywał osiągami FW 1262. Na domiar złego United States Air Force zaczęło sprzeciwiać się zakupowi samolotów przez US Army. Mimo tego, rozmowy kontynuowano. Pierwsze negocjacje zakładały produkcję od 4 do 18 sztuk, natomiast podpisany 16 stycznia 1963 dokument, ustalił wielkość produkcji partii rozwojowej na 9 maszyn. Koszty budowy zostały podzielone równo pomiędzy RFN, USA i Wielką Brytanię.
By mieć czas na wprowadzenie wszystkich poprawek i analizę sugestii, Hawker starał się jak najbardziej opóźnić produkcję nowej serii P.1127. Rozpoczęty w 1963 roku montaż zakładał wykorzystanie wielu części sprawdzonych na XP984 – skośnych skrzydeł, smuklejszego kadłuba i silnika Pegasus 5. Ponadto, wszystkie samoloty wyposażono w podskrzydłowe podwieszenia do montażu odrzucanych zbiorników paliwa czy uzbrojenia. Pierwszy samolot dostarczono do testów 7 marca 1964 roku, ostatni – rok później. Początkowo samoloty kodowano jako P.1127, od listopada 1964 oficjalnie nazywano je Hawker Siddeley Kestrel. W Kestrelu poprawiono wiele bolączek trapiących wczesne wersje P.1127, a dzięki ulepszonej awionice i podwieszeniom możliwe było wykorzystanie ich do symulacji walki powietrznej czy ataków na cele naziemne. RAF, w swoich wymaganiach, chciał także wyposażenia Kestrela w radar dopplerowski i automatyczny stabilizator lotu, jednak z uwagi na ograniczone fundusze żaden z prototypów nie otrzymał takiego wyposażenia. W 1966 roku Kestrele testowano także na pokładzie okrętu desantowego HMS "Bulwark".

#### Tripartite Evaluation Squadron
Porozumienie z maja 1962 roku o współpracy przy rozwoju Kestrela, powołało również zespół dziesięciu pilotów rozwojowych z USA (US Army, US Navy i USAF), RFN (Luftwaffe) i Wielkiej Brytanii (RAF), pod nazwą Tripartite Evaluation Squadron. TES został oficjalnie sformowany 1 kwietnia 1965 roku w bazie RAF w West Raynham, jednak już w drugiej połowie 1964 roku testowano Kestrele na lotnisku w Dunsfold. Celem szkoleń było poznanie fundamentalnych zasad funkcjonowania samolotów bojowych o cechach V/STOL. Duży nacisk położono na technikę pilotażu, a zwłaszcza pionowe i krótkie starty i lądowania. W późniejszej fazie skupiono się na opanowaniu taktyki ataków na cele naziemne i strącania wrogich maszyn. Samoloty testowano na różnych nawierzchniach lądowisk, również w bagnistym terenie w pobliżu RAF Bircham Newton, gdzie samoloty spisywały się wzorowo. Do dnia rozformowania TES, 30 listopada 1965 roku wykonano 1367 lotów, podczas których stracono jedną maszynę (9. Kestrel XS696). Po zakończeniu prób, sześć Kestreli przewieziono do Stanów Zjednoczonych, gdzie otrzymały oznaczenie XV-6A, dwa pozostały w Wielkiej Brytanii, natomiast z trzech maszyn przydzielonych Luftwaffe, żadna nie trafiła do Niemiec. W USA, XV-6A sprawdzane były przez służby z TES, a później dwa płatowce przez NASA. Jeden z Kestreli, który pozostał w Wielkiej Brytanii przydzielono do Blind Landing Experimental Unit (BLEU) przy RAE Bedford, a drugi (XS693) odleciał do Blackburn, gdzie planowano testy nowych części, w tym nowego silnika Pegasus 6, dla projektowanego ponaddźwiękowego myśliwca V/STOL – Hawkera Siddeley P.1154. Z uwagi na anulowanie projektu w lutym 1965, RAF musiał przyjąć do służby ulepszoną wersję Kestrela pod – zarezerwowaną pierwotnie dla P.1154 – nazwą Harrier.

### P.1127 (RAF)
W 1961 roku NATO wystosowało rozporządzenie NBMR-3, w którym zawarło wytyczne dotyczące projektu nowego samolotu myśliwskiego. Maszyna miała mieć osiągi na poziomie amerykańskiego F-4 Phantom II oraz możliwość pionowego startu i lądowania. Hawker przedstawił do konkursu trzy projekty, które miały sprostać tym wymaganiom – P.1127, P.1150 oraz P.1154. Prototyp P.1154 okazał się bezkonkurencyjny i został wstępnie zaakceptowany. Wkrótce po ogłoszeniu wyników NATO, francuski rząd odmówił zamówienia P.1154 i wybrał rodzimą konstrukcję – Dassault Mirage IIIV.
Zainteresowanie P.1154 spadało, więc Hawker Siddeley został zmuszony do zarzucenia prac. Niedługo potem otrzymał wniosek Ministry of Aviation dotyczący opracowania poprawek do produkcyjnej wersji Kestrela dla RAF. W tym czasie brytyjski rząd znacznie ograniczył fundusze na rozwój samolotów eksperymentalnych, w tym Kestrela, wskutek czego decyzja o produkcji samolotu została wstrzymana. Królewskie Siły Powietrzne nie były zachwycone decyzją MoA – sądziły, że samolot został im "wepchnięty na siłę". Niechęć do P.1127/Kestrela argumentowali gorszymi osiągami i ładownością niż radzieckie samoloty myśliwsko-szturmowe. By odeprzeć zarzuty RAF, Hawker zaczął pracować nad poprawą osiągów Kestrela.

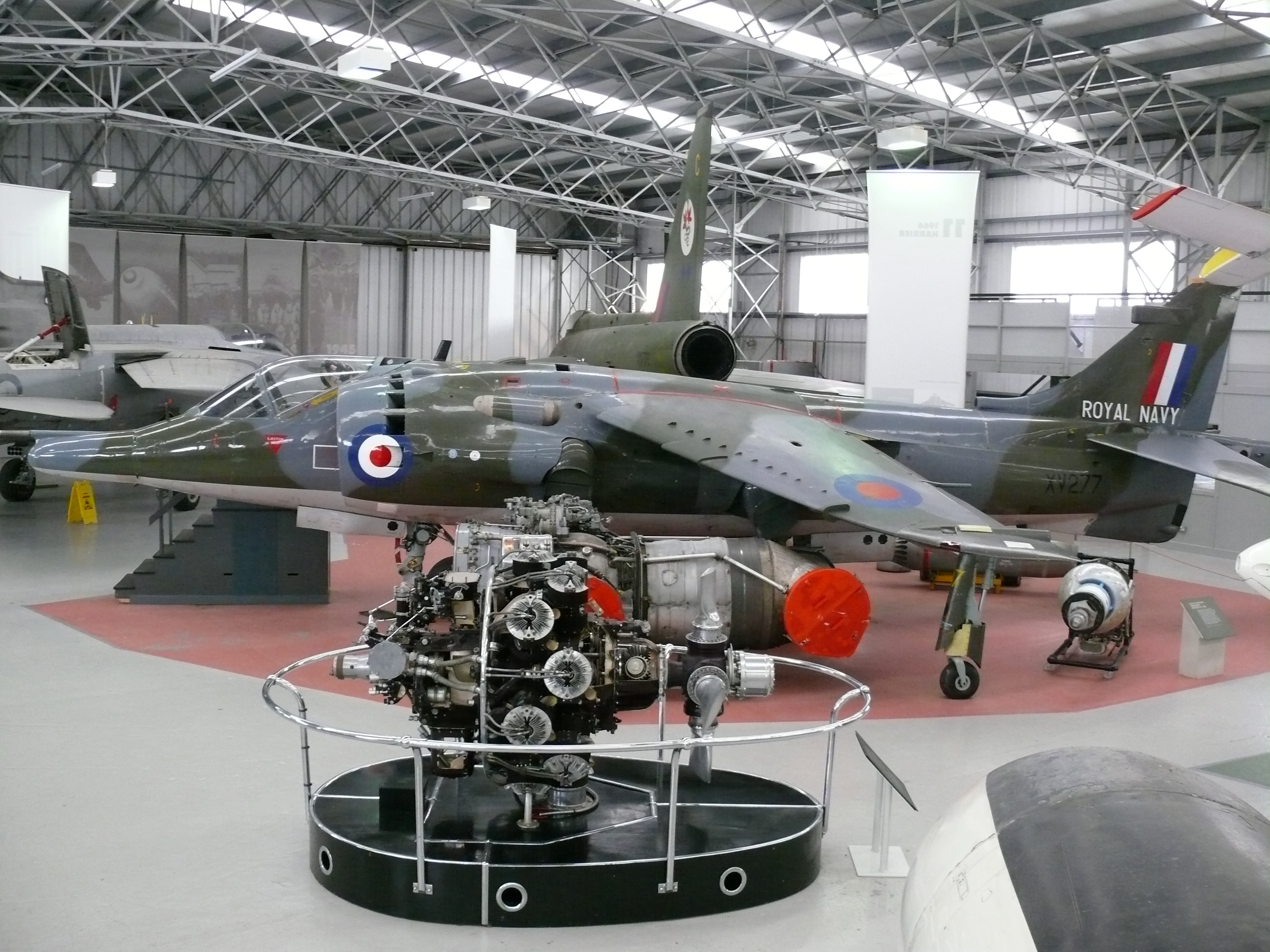
Drugi przedprodukcyjny Harrier – (P.1127 (RAF) XV277) w szkockim National Museum of Flight

W kwietniu 1965 roku nowy projekt został przedstawiony Ministerstwu Lotnictwa i Royal Air Force. Kestrel Rozwojowy, jak nazwali przeprojektowany samolot konstruktorzy, zawierał części opracowane przez zakłady Northropa dla amerykańskiej wersji P.1127, elementy wspólne z przygotowanym dawniej dla Niemców projektem VAK 191 i wiele części aerodynamicznych pochodzących z P.1154. Nazwa Kestrel została szybko zastąpiona przez oznaczenie P.1127 (RAF), by uniknąć roszczeń stron amerykańskiej i niemieckiej, którzy mieli swój wkład w rozwój oryginalnego Kestrela. Wersja dla RAF dostała ulepszony silnik Pegasus 6 o ciągu 84,5 kN i przeprojektowane wloty powietrza, podnoszące wydajność silnika przy niskich prędkościach. Skrzydła pasmowe, wyposażone w cztery podwieszenia na zbiorniki paliwa oraz uzbrojenie na skrzydło, poprawiły stabilność wzdłużną. Pod kadłubem znalazły się dwa kolejne pylony na bomby. W kadłubie pozostawiono także miejsce na dwa działka 20 lub 30 mm. Podstawowymi rolami samolotu miały być misje szturmowe i rozpoznawcze; osłonę myśliwską miały zapewnić, zakupione przez RAF, amerykańskie F-4 Phantom II. Możliwa do wyboru awionika wahała się od stosunkowo prostych przyrządów celowniczych i komputera pokładowego do rozbudowanej nawigacji połączonej z wyświetlaczem Head-Up Display projektowanego dla P.1154. Żywotność maszyny została oszacowana na 3000 godzin lotu. Mimo zewnętrznego podobieństwa do Kestrela, wyposażenie zostało gruntownie zmodernizowane względem poprzednika.
Po przeanalizowaniu rysunków technicznych P.1127 (RAF), w połowie 1965 roku Ministerstwo Lotnictwa zamówiło sześć maszyn serii przedprodukcyjnej. Z uwagi na napięty harmonogram (pierwszy samolot miał zostać dostarczony w sierpniu 1966 roku), pierwsze dwie maszyny były zmodyfikowanymi Kestrelami, mającymi z nimi wspólne skrzydła i podwozie. Szósty Kestrel (XS693) wyposażono w silnik Pegasus 6 oraz zmodyfikowane wloty powietrza z żaluzjami dozującymi dodatkowe powietrze do silnika i wentylatorów. Hawkerowi ledwo udało się dotrzymać terminu – pierwszy P.1127 (RAF) z oznaczeniami XV276 i Billem Bedfordem za sterami, wzbił się w powietrze ostatniego dnia sierpnia 1966 roku. Doświadczenie zdobyte przy opracowywaniu P.1127 i Kestrela zaprocentowało – konstruktorzy mogli skupić się na drobnych usterkach trapiących przedprodukcyjnego Harriera.
Pod koniec 1965 roku, dowództwo RAF widziało prototyp tylko jako maszynę "przejściową". Po zarzuceniu prac nad P.1154 w lutym 1965, premier Harold Wilson, wyraził nadzieję, że samolot będzie jednak "czymś więcej". Rok później, minister obrony – Denis Healey przedstawił raport, w którym zaproponował zastosowanie w P.1127 (RAF) nowego silnika, dającego lepsze osiągi, większy zasięg i ładowność, które miały być odpowiedzią na anulowanie prac nad dwoma nowymi lotniskowcami CVA-01, które miały być bazą dla przyszłych Harrierów. Pierwsze zamówienie poprawionych P.1127 (RAF) miało wynosić 60 sztuk z docelowej liczby 110 maszyn, w tym wersji szkolno-treningowych. Healey osobiście twierdził, że projekt Hawkera powinien być anulowany dawno temu, a Wielka Brytania powinna zakupić myśliwsko-bombowe F-4 Phantom II i SEPECAT Jaguar, jednak z uwagi na rezygnację z projektu TSR-2, odrzucenie P.1127 (RAF) byłoby politycznie szkodliwe.
Poprawienie osiągów miało zostać zrealizowane poprzez montaż dodatkowego wentylatora do silnika Pegasus 6 lub obniżeniu temperatury powietrza w układzie podnoszącym samolot. Druga opcja okazała się trudna do realizacji i bardzo kosztowna. Cały projekt, wraz z silnikiem już pochłonął 60–65 milionów funtów, a kolejne fundusze miały być przeznaczone na modyfikację 60 produkcyjnych samolotów do nowych silników Bristol Siddeley. Healey sądził, że kupno Phantomów i Jaguarów pozwoli oszczędzić nawet 130 mln funtów w ciągu 10 lat i nakazał zakończenie prac nad P.1127 (RAF). Projekt został jednak uratowany przez Ministerstwo Technologii (MinTech) ze względu na rosnące koszty zakupu i użytkowania Phantomów. W grudniu 1966 roku rozpoczęto rozmowy na temat produkcji i dostaw 60 Harrierów.
Do końca 1966 roku oblatano dwa pierwsze P.1127 (RAF). Pozostałe cztery maszyny wykonały swoje pierwsze loty w roku następnym, już pod oficjalną nazwą Harrier. Dalsze prace rozwojowe podjęto w czerwcu 1966 roku, a zadaniem Hawker Siddeley było opracowanie w 12 miesięcy, dwumiejscowej wersji szkolnej. Szkolenie pilotów miało zaznajomić ich z nowym typem maszyny i ograniczyć straty podczas służby w warunkach bojowych. Do projektu treningowej wersji, oznaczonej przez producenta jako HS.1174, dodano drugie stanowisko dla instruktora wraz z całą awioniką. Fotel instruktora znajdował się za plecami ucznia, osadzony nieco wyżej względem przedniego fotela. W celu zrównoważenia masy, środek ciężkości przesunięto nieco do tyłu oraz powiększono sekcję ogonową. Koszty projektowania i rozwoju HS.1174 oszacowano na 10 mln funtów. Koszt jednostkowy wersji jednomiejscowej zamykał się w 0,85 mln, a dwumiejscowej – 1,15 mln funtów szterlingów.

## Przebieg służby
Źródło: Aeroplane 11/2002
| Hawker P.1127           | Hawker P.1127  | Hawker P.1127        | Hawker P.1127   | Hawker P.1127 |
| Maszyna                 | Oznaczenie RAF | Data oblotu          | Pilot           | Przebieg służby |
| ----------------------- | -------------- | -------------------- | --------------- | --- |
| 1. Prototyp             | XP831          | 21 października 1960 | Bill Bedford    | Na prototypie testowano pierwsze pionowe starty i lądowania, pierwotnie na uwięzi, później – wolne. W 1962 odleciał na testy do bazy RAE Farnborough. W 1963 brał udział w programie ćwiczeniowym na lotniskowcu HMS "Ark Royal" oraz pokazach lotniczych w Paryżu, gdzie został poważnie uszkodzony na skutek awarii sterowania dyszami silnika. Po naprawie odleciał do RAE Bedford, gdzie dalej uczestniczył w programie badawczym. W październiku 1972 roku odbył ostatni lot do RAF Northolt. Od maja 1992 maszyna znajduje się w Science Museum w Londynie. |
| 2. Prototyp             | XP836          | 7 lipca 1961         | Bill Bedford    | Maszyna wykorzystywana do testów czterech czynników: właściwości lotnych przy niskich prędkościach, stabilności przy startach pionowych, zachowania nowego silnika Pegasus 2 w locie oraz próby lotów ponaddźwiękowych. Rozbił się podczas testów 14 grudnia 1961 roku, pilot przeżył. |
| 3. Prototyp             | XP972          | 5 kwietnia 1962      | Hugh Merewether | Trzecim prototypem testowano nowy projekt skrzydeł. Ponadto zmieniono część ogonową, która sprawiała problemy ze stabilnością przy startach pionowych we wcześniejszych maszynach. Samolot został zmuszony do awaryjnego lądowania po awarii silnika podczas swojego 49. lotu, 30 października 1962. Pilot wyszedł z wypadku bez obrażeń. |
| 4. Prototyp             | XP976          | 12 lipca 1962        | Bill Bedford    | Pierwsze 31 startów i lądowań było konwencjonalnych, od kwietnia 1964, wykonywano również pionowe starty i lądowania. Od 13 lotu (1963 roku), wprowadzono nową jednostkę – Pegasus 3, dla której był platformą testową. Przeprowadzano testy silnika przy otwartych i przymkniętych wlotach powietrza oraz kontynuowano badania nad zachowaniem samolotu podczas unoszenia się nad ziemią. W roku 1964 testowany przez TES, w 1965 wyposażony HUD. Pod koniec tego samego roku wycofany ze służby, ostatecznie zezłomowany. |
| 5. Prototyp             | XP980          | 24 lutego 1963       | Bill Bedford    | Testy z obciążeniem dwoma 375-litrowymi odrzucanymi zbiornikami paliwa oraz próby znalezienia maksymalnych dopuszczalnych kątów ścieżki podejścia do lądowania oraz płynnego przejścia z lotu konwencjonalnego do pionowego lądowania. W 1964 badania przeprowadzała placówka rozwojowa brytyjskiego lotnictwa wojskowego Aeroplane and Armament Experimental Establishment (A&AEE) pod kątem wejścia samolotów Hawkera do służby. Mierzono również obciążenie podwozia, zwłaszcza na nieprzygotowanych powierzchniach trawiastych. W styczniu 1966 roku przebazowany na testowe lotnisko Boscombe Down, gdzie uległ później wypadkowi. Do 1971 używany do testów wytrzymałościowych podwozia. Wyposażony w skrzydła od Harriera GR.1 znajduje się w Fleet Air Arm Museum w Yeovilton. |
| 6. Prototyp             | XP984          | 13 lutego 1964       | Bill Bedford    | Prototyp o aerodynamice i konfiguracji niemal identycznej z późniejszymi Kestrelami. Wyposażony w metalowe krawędzie wlotów powietrza, skrzydła pasmowe oraz silnik Pegasus 5. 19 marca 1965 zmuszony do lądowania na Thorney Island po awarii silnika podczas lotu nurkowego z prędkością naddźwiękową. Po naprawie, w grudniu tego samego roku, odbył loty pokazowe w Niemczech. Później wyposażony w skrzydła od Harriera i skierowany do testów aerodynamicznych na HMS "Bulwark" oraz w bazie RAE Bedford. 11 września 1968 odleciał do Farnborough, gdzie pracowano nad wyświetlaczem HUD. Uszkodzony 31 października 1975 po wypadnięciu z pasa podczas lądowania w Bedford. Po naprawie używany jako do instruktażu pilotów Royal Navy. W 1996 przewieziony do Dunsfold, gdzie został odrestaurowany i wystawiony jako eksponat muzealny. Od 2000 znajduje się w Brooklands Museum w Surrey. |
| Hawker Siddeley Kestrel |                |                      |                 | |
| Maszyna                 | Oznaczenie RAF | Data oblotu          | Pilot           | Przebieg służby |
| Kestrel 1               | XS688          | 7 marca 1964         | Bill Bedford    | Pierwszy model Kestrela wyposażony był w gumowe nakładki na wloty powietrza oraz odrzucane dodatkowe zbiorniki paliwa o nowym, bardziej aerodynamicznym kształcie. Przeprowadzano strestesty silnika i testy nowego typu paliwa. W 1964 użytkowany przez A&AEE. 1 maja 1965 roku przekazany do testów Tripartite Evaluation Squadron (TES), gdzie odbył 141 bezproblemowych lotów. 30 listopada tego samego roku przekazany do USA, gdzie zmieniono oznaczenie na XV-6A 64-18262. W maju 1966 operował z okrętu transportowego USS "Raleigh". Od lipca 1966 do stycznia 1970 stacjonował w bazie USAF w Edwards. Przechowywany jest w Muzeum USAF w stanie Ohio. |
| Kestrel 2               | XS689          | 28 maja 1964         | Hugh Merewether | Prototyp wykorzystywany do testów w trudnych warunkach pogodowych. Początkowo użytkowany przede wszystkim przez A&AEE i RAF. 28 kwietnia 1965 dostarczony do West Raynham dla testów TES, gdzie służył do wypadku przy lądowaniu 13 października 1965 roku. Wyposażony w skrzydła z późniejszego Kestrela (XS694), w lutym 1966 roku wysłany do Stanów Zjednoczonych, gdzie otrzymał oznaczenie XV-6A 64-18263. W sierpniu tego samego roku przeniesiony do bazy USAF w Edwards i wykorzystywany do testów ciągu wektorowanego. W lutym 1967 przekazany NASA (oznaczenie NASA 521), gdzie sprawdzano możliwości VTOL, stabilność w locie pionowym, manewrowość i potencjał silnika z ciągiem wektorowanym. Wycofany w styczniu 1970 roku. Od maja 1979 samolot znajduje się w National Air and Space Museum w Waszyngtonie.                                                                          |
| Kestrel 3               | XS690          | 5 sierpnia 1964      | Bill Bedford    | Używany przez A&AEE, przeważnie do rutynowych lotów V/STOL, w tym, z dodatkowymi zbiornikami paliwa, a także przez Hawker Siddeley do testów wewnętrznych. Od sierpnia do listopada 1965 na testach TES, gdzie uczestniczył w 64 lotach rozwojowych. W lutym 1966, już z oznaczeniem XV-6A 64-18264 przeleciał do USA, gdzie w maju brał udział w testach na USS "Independence". W sierpniu 1966 oddany do dyspozycji US Air Force, a w 1968 uczestniczył w próbach United States Navy na okręcie desantowym USS "Guam". Eksponowany jest w United States Army Aviation Museum w Ozark w stanie Alabama. |
| Kestrel 4               | XS691          | 5 września 1964      | Duncan Simpson  | Po przeprowadzeniu poprodukcyjnych lotów testowych, XS691 przekazany został TES, gdzie używano go do szkolenia pilotów w Dunsfold. 6 maja 1965 dostarczony do West Raynham, gdzie służył do 26 listopada. W kwietniu 1966 wysłany do USA, gdzie otrzymał oznaczenie XV-6A 64-18265. Początkowo stacjonował w Bazie lotniczej Marynarki Wojennej przy Patuxent River, w sierpniu przejęty przez USAF, gdzie pozostał w służbie do stycznia 1970 roku. Po zakończeniu służby przekazany na części zamienne. Przypadkowo wrzucony do rzeki podczas transportu do Air Power Park w Hampton (Wirginia). |
| Kestrel 5               | XS692          | 7 listopada 1964     | Bill Bedford    | Po przeprowadzeniu poprodukcyjnych lotów testowych, piąty Kestrel przekazany został TES, gdzie używano go do szkolenia pilotów w Dunsfold. 15 kwietnia 1965 dostarczony do West Raynham, gdzie do 26 listopada odbył 234 loty testowe. W lutym 1966 wysłany do USA, gdzie otrzymał oznaczenie XV-6A 64-18266. Do sierpnia odbywał program testowy na lotniskowcu USS "Independence", później odleciał do Edwards. W połowie 1967 przekazany NASA na części zamienne, lecz po wypadku XS694/64-18267 (NASA 520) został wyremontowany i powrócił jako drugi samolot z tym oznaczeniem. W styczniu 1970 wycofany ze służby. Eksponowany jest w Air Power Park. |
| Kestrel 6               | XS693          | 25 listopada 1964    | Duncan Simpson  | Po przeprowadzeniu poprodukcyjnych lotów testowych, prototyp przekazany TES, gdzie używano go do szkolenia pilotów w Dunsfold. W lutym 1965 powrócił do Hawker Siddeley na symulacje lotów bojowych w nocy. 5 maja 1965 dostarczony do West Raynham, gdzie do 19 listopada odbył 214 lotów testowych. 10 lutego 1967 odleciał z powrotem do fabryki Hawker Siddeley w Brough, gdzie otrzymał wloty powietrza zastosowane później w Harrierach oraz silnik Pegasus 6. 21 lipca odleciał do zakładów Bristol Siddeley w Filton na testy nowego silnika. XS693 rozbił się 21 września 1967 podczas lotów próbnych w Boscombe Down na skutek awarii silnika. Pilot S/Ldr Hugh Rigg przeżył. |
| Kestrel 7               | XS694          | 10 grudnia 1964      | Duncan Simpson  | Po przeprowadzeniu poprodukcyjnych lotów testowych, 8 lutego 1965 samolot przekazano TES. 26 listopada 1965 prototyp XS694 odbył swój ostatni, 191. lot w ramach Tripartite Evaluation Squadron. W lutym 1966 wysłany do USA, gdzie nadano mu oznaczenie XV-6A 64-18267 i przekazano do bazy US Air Force. Później dostarczony do NASA, oznaczony jako NASA 520 i wykorzystywany do badań w locie. 27 sierpnia 1967 doszło do wypadku w ośrodku badawczo-rozwojowym NASA na wyspie Wallops. Pilot testowy NASA Lee H. Person stracił kontrolę nad maszyną podczas lądowania. Pilot został ranny, a samolot z racji ciężkich uszkodzeń, został przekazany na części zamienne. Skrzydła XS694 zostały wykorzystane w odbudowie pierwszego Kestrela. |
| Kestrel 8               | XS695          | 19 lutego 1965       | Duncan Simpson  | Po przeprowadzeniu poprodukcyjnych lotów testowych, 30 marca 1965 samolot przekazano TES. 24 listopada 1965 ósmy Kestrel odbył swój ostatni, 191. lot w ramach Tripartite Evaluation Squadron. W lutym 1966 wysłany do bazy RAE Bedford. W tym samym roku brał udział w lotach rozwojowych Aeroplane and Armament Experimental Establishment w Boscombe Down, pokazach lotniczych w Hanowerze oraz pokazach w Farnborough. XS695 rozbił się 15 marca 1967 podczas testów A&AEE. Wykreślony ze stanu RAE Farnborough w 1973 roku. Po odbudowie w Britannia Royal Naval College w Devon, przekazany jako pomnik dla RNAS Culdrose. Od maja 1978 znajduje się w Royal Air Force Museum w Londynie. |
| Kestrel 9               | XS696          | 5 marca 1965         | Bill Bedford    | Po przeprowadzeniu poprodukcyjnych lotów testowych, 25 marca 1965 samolot przekazano TES. 1 kwietnia 1965, podczas startu do piątego lotu, pilot US Army – LTC Lowell Solt nie wyłączył hamulca postojowego, wskutek czego samolot zachowywał się podczas rozbiegu niestabilnie, zjechał z pasa startowego i uległ nienaprawialnemu uszkodzeniu. Pilotowi nic się nie stało. |

## Wersje

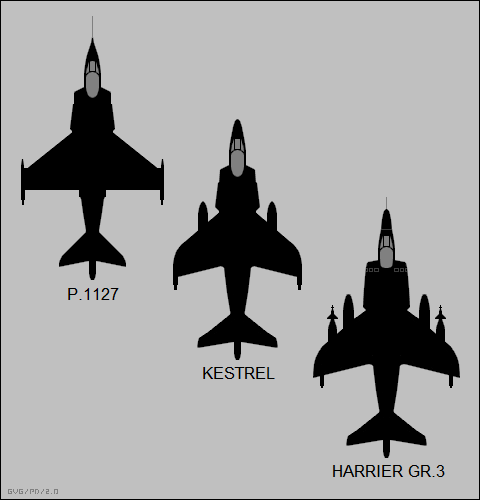
Porównanie sylwetek pierwszego P.1127, Kestrela i produkcyjnego Harriera

P.1127
Eksperymentalny myśliwiec V/STOL; powstały dwa prototypy i cztery wersje rozwojowe.
Kestrel FGA.1
Wersja przygotowana dla testów przez TES; powstało dziewięć sztuk, z czego sześć później przetransportowano do USA, gdzie nadano im oznaczenie XV-6A
P.1127 (RAF)
Wersja rozwojowa samolotu szturmowego i rozpoznawczego; powstało sześć sztuk serii przedprodukcyjnej, zanim skierowano go do produkcji jako Harriera GR.1. Pierwszy lot tej wersji wykonano z lotniska Dunsfold 31 sierpnia 1966 roku.
XV-6A
Amerykańskie oznaczenie dla sześciu maszyn Kestrel FGA.1 przetransportowanych do Stanów.
VZ-12
Amerykańskie oznaczenie dla dwóch P.1127, z których żaden nie trafił do USA.

## Użytkownicy
Wielka Brytania
- Aeroplane and Armament Experimental Establishment – testy i rozwój P.1127 i Kestrela
- Royal Air Force
  - Central Fighter Establishment - Kestrel (P.1127) Evaluation Squadron (znany także jako Tripartite Evaluation Squadron), dziewięć Kestreli przydzielonych do testów w 1965 roku. Jeden samolot stracono, sześć innych przewieziono do Stanów Zjednoczonych (testy United States Army), jeden dostarczono dla Royal Aircraft Establishment oraz jeden pozostał do wewnętrznych testów Hawker Siddeley[22].
- Royal Aircraft Establishment – testy i rozwój P.1127 oraz Kestrela[22].

 Stany Zjednoczone
- United States Army (piloci z Tripartite Evaluation Squadron oraz amerykańskiego XV-6A Tri-service evaluation team. Przydzielono trzy Kestrele, które stacjonowały w West Raynham oraz trzy, które miały zostać dostarczone do Niemiec. Kolejne cztery maszyny z drugiej tury przeniesiono do United States Air Force, dwa kolejne oddano National Aeronautics and Space Administration)[13].
- United States Air Force (piloci z Tripartite Evaluation Squadron oraz amerykańskiego XV-6A Tri-service evaluation team; cztery samoloty używane wcześniej przez US Army)[13].
- United States Navy (piloci z Tripartite Evaluation Squadron oraz amerykańskiego XV-6A Tri-service evaluation team. US Navy używało czterech maszyn, które zostały dostarczone do USA w drugiej turze)[13].
- NASA użytkowało dwa Kestrele, które dostało od US Army[13].

 Niemcy Zachodnie
- Luftwaffe (piloci z Tripartite Evaluation Squadron, trzy przydzielone Kestrele nigdy nie zostały dostarczone. Przetransportowano je później do Stanów Zjednoczonych)[13]

## Eksponaty muzealne

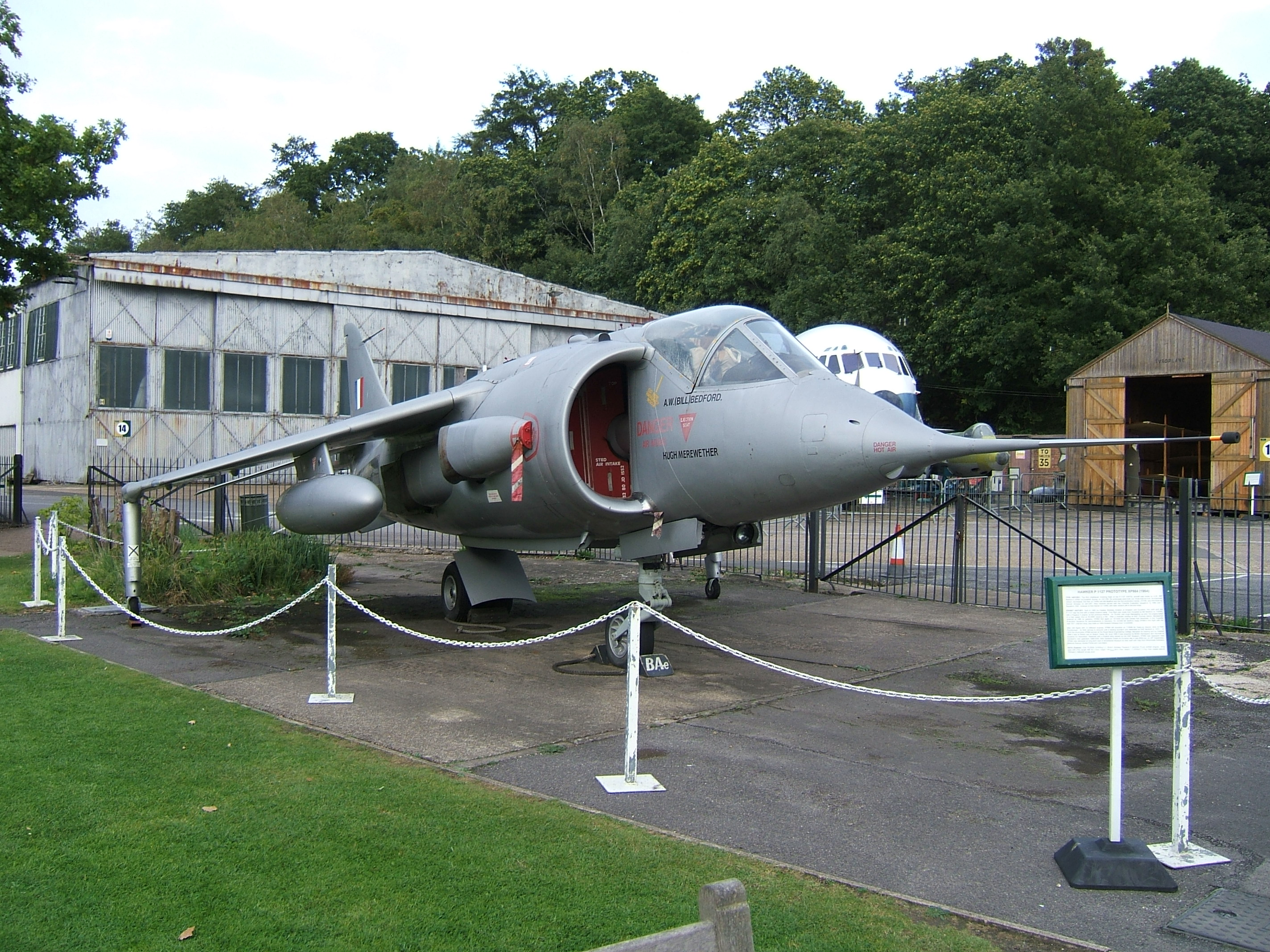
Ostatni z sześciu prototypów P.1127 (XP984) w Brooklands Museum w pobliżu toru Brooklands

- P.1127 XP831 znajduje się w Muzeum Nauki w Londynie[23]
- P.1127 XP980 (wyposażony w skrzydła od Harriera GR.1) wystawiony we Fleet Air Arm Museum w Yeovilton (Anglia)[24]
- P.1127 XP984 (tymczasowo ze skrzydłami wcześniejszego P.1127) można obejrzeć w Brooklands Museum w hrabstwie Surrey (Anglia)[25]
- Kestrel FGA.1 XS695 jest odrestaurowywany przez Royal Air Force Museum Cosford (Anglia)[26]
- P.1127(RAF) XV277 znajduje się w National Museum of Flight (Szkocja)[27]
- P.1127(RAF) XV278 wystawiony w niemieckim Luftwaffenmuseum der Bundeswehr[28]
- XV-6A Kestrel 64-18262 wystawiony w National Museum of the United States Air Force we Wright Patterson AFB w stanie Ohio (Stany Zjednoczone)[29]
- XV-6A Kestrel 64-18263 w malowaniu NASA do obejrzenia w Virginia Air and Space Center w Hampton w stanie Wirginia (Stany Zjednoczone)[30]
- XV-6A Kestrel 64-18264 na stanie United States Army Aviation Museum w stanie Alabama (Stany Zjednoczone)[31]
- XV-6A Kestrel 64-18266 w liberii NASA znajduje się w Air Power Park w Hampton w stanie Wirginia (Stany Zjednoczone)[32]

## Dane lotno-techniczne
Źródła: prototypes.free.fr, Aeroplane 11/2002, 1000aircraftphotos.com, flugzeuginfo.net
|                          | P.1127 (wczesne wersje)                                   | P.1127 (XP984)                               | Kestrel                                      | Harrier GR.3                                       |
| ------------------------ | --------------------------------------------------------- | -------------------------------------------- | -------------------------------------------- | -------------------------------------------------- |
| Załoga                   | 1 pilot                                                   | 1 pilot                                      | 1 pilot                                      | 1 pilot                                            |
| Długość                  | 12,55 m                                                   | 12,80 m                                      | 12,80 m                                      | 13,87 m                                            |
| Rozpiętość skrzydeł      | 7,42 m                                                    | 6,96 m                                       | 6,96 m                                       | 7,70 m                                             |
| Wysokość                 | 3,28 m                                                    | 3,28 m                                       | 3,28 m                                       | 3,45 m                                             |
| Powierzchnia nośna       | 17,19 m²                                                  | 17,28 m²                                     | 17,28 m²                                     | 18,70 m²                                           |
| Masa własna              | 4627 kg                                                   | b.d.                                         | 4989 kg                                      | 5579 kg                                            |
| Maksymalna masa startowa | 7031 kg                                                   | b.d.                                         | 5897 kg (VTO) 8615 kg (STO)                  | 11 340 kg (STO)                                    |
| Prędkość maksymalna      | 1150 km/h                                                 | b.d.                                         | 1207 km/h                                    | ~1200 km/h                                         |
| Pułap                    | 15 200 m                                                  | 15 200 m                                     | 13 700 m                                     | 16 764 m                                           |
| Zasięg                   | b.d.                                                      | b.d.                                         | 563 km                                       | 648 km                                             |
| Silnik                   | 1 × Bristol Siddeley Pegasus 2 lub 3 o ciągu 50,5–62,3 kN | 1 × Bristol Siddeley Pegasus 5 o ciągu 69 kN | 1 × Bristol Siddeley Pegasus 5 o ciągu 69 kN | 1 × Rolls-Royce Pegasus 11 Mk. 103 o ciągu 95,6 kN |